# اسلاویانکا (کوهستان)
اسلاویانکا (به لاتین: Slavyanka) یک کوه در یونان است. اسلاویانکا ۲٬۲۱۲ متر بالاتر از سطح دریا واقع شده‌است.